# Arrentières
Arrentières är en kommun i departementet Aube i regionen Grand Est (tidigare regionen Champagne-Ardenne) i nordöstra Frankrike. Kommunen ligger  i kantonen Bar-sur-Aube som ligger i arrondissementet Bar-sur-Aube. År 2022 hade Arrentières 187 invånare.

## Befolkningsutveckling
Antalet invånare i kommunen Arrentières
Referens: INSEE